# Stade Rennes Football Club
Stade Rennes Football Club –oficialmente en francés Stade Rennais Football Club–, comúnmente conocido como Stade Rennes, es un club de fútbol francés, de la ciudad de Rennes en Bretaña. Fue fundado en 1901 y juega en la Ligue 1, la primera división del fútbol nacional.

## Historia

#### Origen y evolución del Stade Rennais Football Club (1901-1932)
El Stade Rennais Football Club fue fundado el 10 de marzo de 1901 por unos estudiantes como un club polideportivo. Su primer nombre fue Stade Rennes. El 4 de mayo de 1904 el club se fusiona con otro equipo de la ciudad, el FC Rennais. El nuevo equipo que saldrá de esa fusión se llamará Stade Rennais Université Club. En 1932 el club se convierte en profesional y en mayo de 1972 adoptará el nombre actual.

#### Crisis y Resurgimiento del Stade Rennais (1933-1963)
Durante la década de 1930, el Stade Rennais Université Club enfrentó serias dificultades financieras, llevándolo a ser subvencionado por la ciudad de Rennes en 1937. La Segunda Guerra Mundial causó la disolución de la liga francesa de fútbol en 1939, y el Stade Rennais regresó al estatus de club amateur, compitiendo solo en la Copa de Francia y partidos amistosos.
En 1943, el régimen de Vichy restableció la liga francesa de fútbol interfederal. A pesar de ser el único equipo de Bretaña en la División 1, el Stade Rennais solo aportó dos jugadores al equipo: Henri Guérin y Jean Prouff.

#### Revitalización y Ascenso del Stade Rennais (1964-1994)
A principios de los años 90, el Rennes enfrentó desafíos, incluyendo una fallida temporada 1990-91. A pesar de descender en 1991-92, el club volvió a la División 1 gracias a jóvenes talentos de su academia. En 1993, el grupo Pinault se convirtió en su patrocinador principal. Desde entonces, Rennes ha mantenido su lugar en la primera división, con jugadores notables como Benjamin Bourigeaud y Romain Danzé.

#### Triunfos y Clasificación Histórica del Stade Rennais (1995-actualidad)

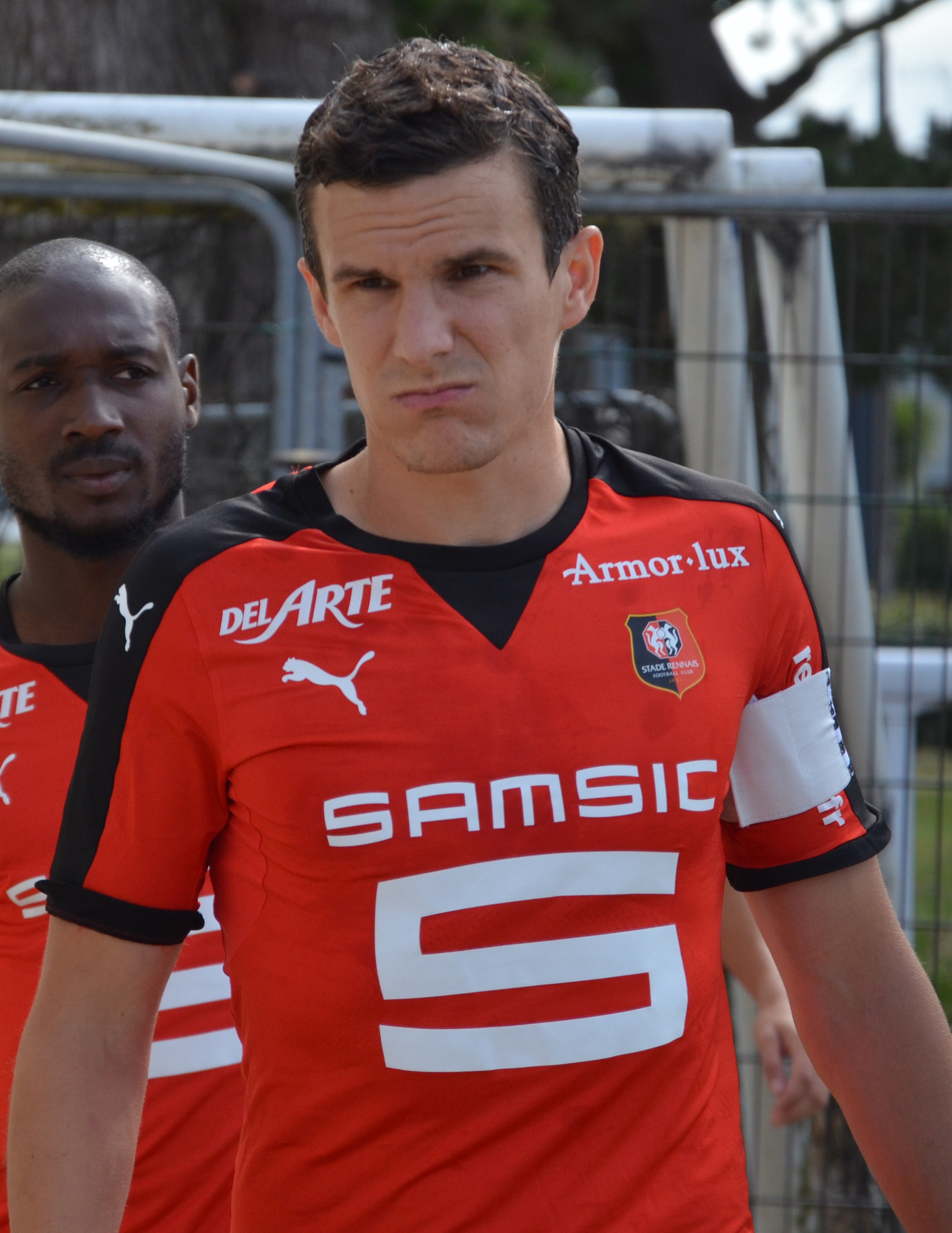
Romain Danzé es una leyenda del Stade Rennais, capitán y defensa central durante 13 años.

En 2019 le ganó la final de la Copa de Francia al París Saint-Germain Football Club.
En 2020 logró clasificarse por primera vez en su historia a la UEFA Champions League.

## Uniforme
- Uniforme titular: Camiseta roja y negra, pantalón negro y medias negras.
- Uniforme alternativo: Camiseta azul, pantalón azul y medias azules.

### Colores
| 1901-1904 |  | Después de 1904 |  | Centenario |  | 120 años |

### Evolución
| \| 1989-1990 \| 1990-1991 \| 1991-1992 \| 1992-1993 \| 1993-1994 \| 1994-1995 \| 1995-1996 \| \| 1996-1997 \| 1997-1998 \| 1998-1999 \| 1999-2000 \| 2000-2001 \| 2001-2002 \| 2002-2003 \| \| 2003-2004 \| 2004-2005 \| 2005-2006 \| 2006-2007 \| 2007-2008 \| 2008-2009 \| 2009-2010 \| \| 2010-2011 \| 2011-2012 \| 2012-2013 \| 2013-2014 \| 2014-2015 \| 2015-2016 \| 2016-2017 \| \| 2017-2018 \| 2018-2019 \| 2019-2020 \| 2020-2021 \| 2021-2022 \| 2022-2023 \| \| |           |           |           |           |           |           |
| 1989-1990 | 1990-1991 | 1991-1992 | 1992-1993 | 1993-1994 | 1994-1995 | 1995-1996 |
| 1996-1997 | 1997-1998 | 1998-1999 | 1999-2000 | 2000-2001 | 2001-2002 | 2002-2003 |
| 2003-2004 | 2004-2005 | 2005-2006 | 2006-2007 | 2007-2008 | 2008-2009 | 2009-2010 |
| 2010-2011 | 2011-2012 | 2012-2013 | 2013-2014 | 2014-2015 | 2015-2016 | 2016-2017 |
| 2017-2018 | 2018-2019 | 2019-2020 | 2020-2021 | 2021-2022 | 2022-2023 |           |

| \| 1989-1990 \| 1990-1991 \| 1991-1992 \| 1992-1993 \| 1993-1994 \| 1994-1995 \| 1995-1996 \| \| \| 1996-1997 \| 1997-1998 \| 1998-1999 \| 1999-2000 \| 2000-2001 \| 2001-2002 \| 2002-2003 \| \| \| 2003-2004 \| 2004-2005 \| 2005-2006 \| 2006-2007 \| 2007-2008 \| 2008-2009 \| 2009-2010 \| \| \| 2010-2011 \| 2011-2012 \| 2012-2013 \| 2013-2014 \| 2014-2015 \| 2015-2016 \| 2016-2017 \| \| \| 2017-2018 \| 2018-2019 \| 2019-2020 \| 2020-2021 \| 2021-2022 \| 2022-2023 \| \| \| |           |           |           |           |           |           |  |
| 1989-1990 | 1990-1991 | 1991-1992 | 1992-1993 | 1993-1994 | 1994-1995 | 1995-1996 |  |
| 1996-1997 | 1997-1998 | 1998-1999 | 1999-2000 | 2000-2001 | 2001-2002 | 2002-2003 |  |
| 2003-2004 | 2004-2005 | 2005-2006 | 2006-2007 | 2007-2008 | 2008-2009 | 2009-2010 |  |
| 2010-2011 | 2011-2012 | 2012-2013 | 2013-2014 | 2014-2015 | 2015-2016 | 2016-2017 |  |
| 2017-2018 | 2018-2019 | 2019-2020 | 2020-2021 | 2021-2022 | 2022-2023 |           |  |

| \| 2005-2006 \| 2006-2007 \| 2007-2008 \| 2008-2009 \| 2009-2010 \| 2010-2011 \| 2011-2012 \| \| \| 2012-2013 \| 2013-2014 \| 2014-2015 \| 2015-2016 \| 2016-2017 \| 2017-2018 \| 2018-2019 \| \| \| 2019-2020 \| 2020-2021 \| 2021-2022 \| 2022-2023 \| \| \| \| \| |           |           |           |           |           |           |  |
| 2005-2006 | 2006-2007 | 2007-2008 | 2008-2009 | 2009-2010 | 2010-2011 | 2011-2012 |  |
| 2012-2013 | 2013-2014 | 2014-2015 | 2015-2016 | 2016-2017 | 2017-2018 | 2018-2019 |  |
| 2019-2020 | 2020-2021 | 2021-2022 | 2022-2023 |           |           |           |  |

## Rivalidades
Su máximo rival es FC Nantes con quien disputa el Derbi Bretón. 
También  mantiene una tensa rivalidad con FC Lorient, EA Guingamp y Stade Brestois.

## Estadio
El Stade de la Route de Lorient, inaugurado el 15 de septiembre de 1912, reabierto en 2004, con capacidad para 29.778 personas. Renombrado en el verano de 2015 como Roazhon Park.

## Datos del club
- Temporadas en 1ª : 51
- Temporadas en 2ª: 17
- Mejor puesto en la liga: 3º (2020)
- Peor puesto en la liga: 20º (1977, 1984, 1987 y 1991)

| Máximos goleadores | Máximos goleadores  | Máximos goleadores | Más partidos disputados | Más partidos disputados | Más partidos disputados |
| ------------------ | ------------------- | ------------------ | ----------------------- | ----------------------- | ----------------------- |
| 1.                 | Jean Grumellon      | 154 goles          | 1.                      | Yves Boutet             | 394 partidos            |
| 2.                 | Daniel Rodighiero   | 125 goles          | 2.                      | Romain Danzé            | 376 partidos            |
| 3.                 | Mahi Khennane       | 88 goles           | 3.                      | René Cédolin            | 367 partidos            |
| 4.                 | José Caeiro         | 83 goles           | 4.                      | Louis Cardiet           | 328 partidos            |
| 5.                 | Giovanni Pellegrini | 79 goles           | 5.                      | François Denis          | 324 partidos            |
| Ver lista completa | Ver lista completa  | Ver lista completa | Ver lista completa      | Ver lista completa      | Ver lista completa      |

## Jugadores

### Números retirados
- 29 -  Romain Danzé (2006-2018)

## Entrenadores
Entrenadores desde la profesionalización del equipo en 1932, excepto los años 1939–1941 en los que el Stade Rennais volvió a su estatus de club amateur, y 1942–1944 cuando la directiva no fijó ningún entrenador, y 1945 cuando el Stade Rennais no participó en ninguna competición.
- Kálmán Szekány (1932–33)
- Phillip McCloy (1933)
- Josef Pepi Schneider (1933–36)
- Jean Batmale (1936–41)
- Émile Scharwath (1941–42)
- Jean Batmale (1942–45)
- François Pleyer (1945–52)
- Salvador Artigas (1952–55)
- Henri Guérin (1955–61)
- Antoine Cuissard (1961–64)
- Jean Prouff (1964–72)
- René Cédolin (1972–74
- Antoine Cuissard (1974–76)
- Claude Dubaële (1976–77)
- Alain Jubert (1977–79)

## Categorías inferiores
Sus categorías inferiores están conformadas desde el sistema formativo al equipo filial o reserva. Tras la llegada a la cabeza del grupo Pinault, el Stade Rennes puso en marcha en 2002 una política de formación destinada a conseguir una plantilla profesional formada en el 50% por jugadores formados en el club. El centro de formación Henri-Guérin, conocido coloquialmente como La Piverdière , fue inaugurado en junio de 2000. Nombrado en honor al exjugador y entrenador del club Henri-Guérin, se encuentra en las afueras de Rennes, y acoge los entrenamientos del primer equipo, así como los equipos reserva y juveniles del club. Desde sus inicios, La Piverdière se ha hecho famosa por su producción constante de talento juvenil, reportando grandes jugadores al nivel internacional. En ese tiempo, el sistema juvenil del club ha constituido la mayor parte del primer equipo del club, entre los que destacaron Ousmane Dembélé, Lesley Ugochukwu, Eduardo Camavinga o Joris Gnagnon por citar algunos. Rennes ha sido galardonado con el honor de tener la mejor academia juvenil de Francia. La academia está dirigida por Denis Arnaud, y tiene como entrenadores del centro de formación a Pierre-Emmanuel Bourdeau, Romain Ferrier y Jean-Fabien Peslier.
El equipo reserva milita en la Championnat National 3, quinta categoría del sistema de ligas del fútbol francés, en su grupo de Bretaña. Al igual que en España, disputan el mismo sistema no pudiendo ascender más allá del Championnat National 2 en caso de contar con un centro de formación, caso del Rennes. En caso de clasificar para la National, cederán su plaza para que ascienda un equipo que no sea reserva. Pese a ello, estos sí pueden ser sobrepasados por otro equipo formativo del club denominado «faison». El equipo reserva fue campeón del National 3 en la temporada 2015-16.

## Palmarés
Nota: en negrita competiciones vigentes en la actualidad.

### Torneos nacionales (4)
| Competiciones nacionales          | Títulos                    | Subcampeonatos                               |
| --------------------------------- | -------------------------- | -------------------------------------------- |
| Copa de Francia (3/4)             | 1964-65, 1970-71, 2018-19. | 1921-22, 1934-35, 2008-09, 2013-14.          |
| Supercopa de Francia (1/2)        | 1971 (Título compartido).  | 1965, 2019.                                  |
| Copa de la Liga de Francia (0/1)  |                            | 2012-13.                                     |
|                                   |                            |                                              |
| Segunda división de Francia (2/5) | 1955-56, 1982-83.          | 1938-39, 1957-58, 1975-76, 1989-90, 1993-94. |

### Torneos internacionales (1)
| Competiciones internacionales   | Títulos | Subcampeonatos |
| ------------------------------- | ------- | -------------- |
| Copa Intertoto de la UEFA (1/1) | 2008.   | 1999.          |